# 延
延（のび）とは中世日本において枡の大小差から発生する計量上の増加分のこと。斗出（はかりだし/とだし）とも。

## 概要
平安時代後期以後、朝廷による度量衡統制が弱まり、国衙あるいは荘園・所領ごとに異なる枡が用いられるようになった。これを度量衡の紊乱とみるか、国司や領主によって度量衡に関する権限が分有されてそれぞれの実情に応じたものが用いられるようになったとみるかは見解が分かれている。
こうした状況の中で、複数の種類の枡が用いられる場合も発生し、「斗升違目」と呼ばれる容量の差分が発生することがあった。例えば、現地の荘官が年貢を徴収する際に用いる「荘枡」と荘園領主へ上納する際に用いる「領主枡」「下行枡」の間で“1升”を示す実際の容積が異なる場合もあり、「荘枡」で量った計量を「領主枡」「下行枡」によって再計量する必要性がしばしば発生した。この際に、前者が後者よりも容量が多い場合に実際には同一の容積にもかかわらず、「斗升違目」の発生によって計量上の容積が増加する場合があった。これを「延」もしくは「斗出」と称したのである。反対に減少する現象を「縮」と称した。
具体的に述べれば、荘枡で米1升分を徴収したにもかかわらず、領主枡で再計量したところ実際の米の容積は同じなのに、1升2合となった。ところが、上納すべき米は領主枡における1升であるため、当該分は領主に上納されるものの、残りの領主枡2合分が延として発生することになる。発生した延は領主に上納されることも、納付した農民に返されることも無く、徴税を担当した荘官の得分として扱われ、そのまま荘官の収入の一部となったのである。
なお、中世に年貢の付加税として徴収された交分は「斗升違目」（＝延・斗出）に由来するとされ、両者を同一のものとみなす見解が存在しているが、反対に交分を年貢と共に徴収できるように意図的に交分を上乗せした枡が製作され、通常の枡との差異を他の「斗目違目」の例に倣って「延」「斗出」と称したとする見解も存在する。